# Albert Okwuegbunam
Albert Chukwuemeka Okwuegbunam (Springfield, Illinois, 25 de abril de 1998) más conocido como Albert Okwuegbunam, apodado Albert O, es un jugador profesional estadounidense de fútbol americano que se desempeña en la posición de tight end en Philadelphia Eagles, equipo de la National Football League (NFL).

## Carrera
Fue seleccionado en la cuarta ronda en la Reunión Anual de Selección de Jugadores de la NFL de 2020. Hizo su debut profesional con el equipo Denver Broncos, en el cual jugó cuatro temporadas (2020-2023), luego pasó a Philadelphia Eagles, donde lleva jugando una temporada.